# Förbannelsen – The Grudge
Förbannelsen – The Grudge är en japansk skräckfilm från 2002 i regi av Takashi Shimizu. Uppföljaren, Förbannelsen fortsätter – The Grudge 2, hade premiär i Japan 2003. En amerikansk version, The Grudge, hade premiär 2004.

## Handling
För länge sedan blev en kvinna och ett barn mördat i ett hus som nu hemsöks av onda övernaturliga krafter. Om man går in i huset de bodde i kommer man att dö. Det sägs att kvinnan och barnet kommer till en och man dör en plågsam död. Men innan det så börjar de visa sig till den hemsökta ibland vid vissa ställen och tillfällen.

## Rollista (i urval)
- Megumi Okina - Rika Nishina
- Misaki Ito - Hitomi Tokunaga
- Misa Uehara - Izumi Toyama
- Yui Ichikawa - Chiharu
- Kanji Tsuda - Katsuya Tokunaga
- Takako Fuji - Kayako